# 罗石贤
 罗石贤 （1940年12月—），湖南长沙宁乡人，中国大陆作家。

## 生平
1958年，罗石贤毕业于湘潭师范学院，毕业后在宁乡云山师范教书。
1972年，罗石贤开始发表文学作品。
1979年，罗石贤加入中国作家协会。

## 履历
- 《群众文艺》主编
- 《洞庭文艺》主编
- 岳阳地区文联副主席
- 《洞庭湖》文学主编
- 岳阳市文联主席
- 湖南省文联第三、四、五届委员
- 湖南省作协第三、四、五届理事

## 作品

### 长篇小说
- 《荒凉河谷》
- 《女祸》
- 《逆水女人》
- 《军妓》
- 《白蝴蝶》
- 《爱在歧路》
- 《插翅难逃》
- 《中国风云》

### 长篇历史小说
- 《屈原》
- 《三朝真相》上下部
- 《四朝真相》上下部
- 《曾国藩真相》上下部
- 《明朝的痛》
- 《尊儒的痛》
- 《屈原狂歌》
- 《宫廷外史》系列五部

### 散文集
- 《神秘女》
- 《心在飞扬》

### 长篇报告文学
- 《铁腕》
- 《昂首的亚当》
- 《毁灭》
- 《史学奇才》

### 中篇小说集
- 《野人哀史》
- 《百家文库 罗石贤卷》

### 中篇小说
- 《鸳鸯》
- 《乡巢》
- 《风王之祭》
- 《血梅岭》
- 《禁果》
- 《沙洛夫魔方》
- 《打洛火狐》
- 《荆河女》

### 短篇小说
- 《花港新人》
- 《多情的帕丝，多情的莎娜》
- 《喜鹊湖畔》
- 《荷塘纪事》
- 《江轮上》
- 《雁门开》
- 《斑鸠子叫了》
- 《灯网》
- 《人之初》
- 《渔家女的高跟鞋》
- 《三十年河东》
- 《黎明前的呼唤》
- 《春雨》
- 《难为巧妹》

### 散文
- 《绿遍洞庭》
- 《落水蝴蝶》
- 《红霞湖》
- 《塔尔寺辨经》
- 《华山风》
- 《瑶岗仙》
- 《夜过天山》
- 《铁力卖提黑洞》
- 《心灵的震颤》
- 《樱花谷》
- 《迷失了，梅娘》
- 《生死一聚》
- 《我与蒋子龙的半世情缘》
- 《天人相隔思绍棠》
- 《瓦·拉斯普京》
- 《涅瓦情》
- 《安加拉河之歌》
- 《莉莉娅》
- 《密支那色彩》

## 奖项荣誉
- 《荒凉河谷》获得湖南省市文学奖屈原文学奖。[1]
- 《女祸》获得湖南省第一届文学创作奖。[1]